# Viti Levu

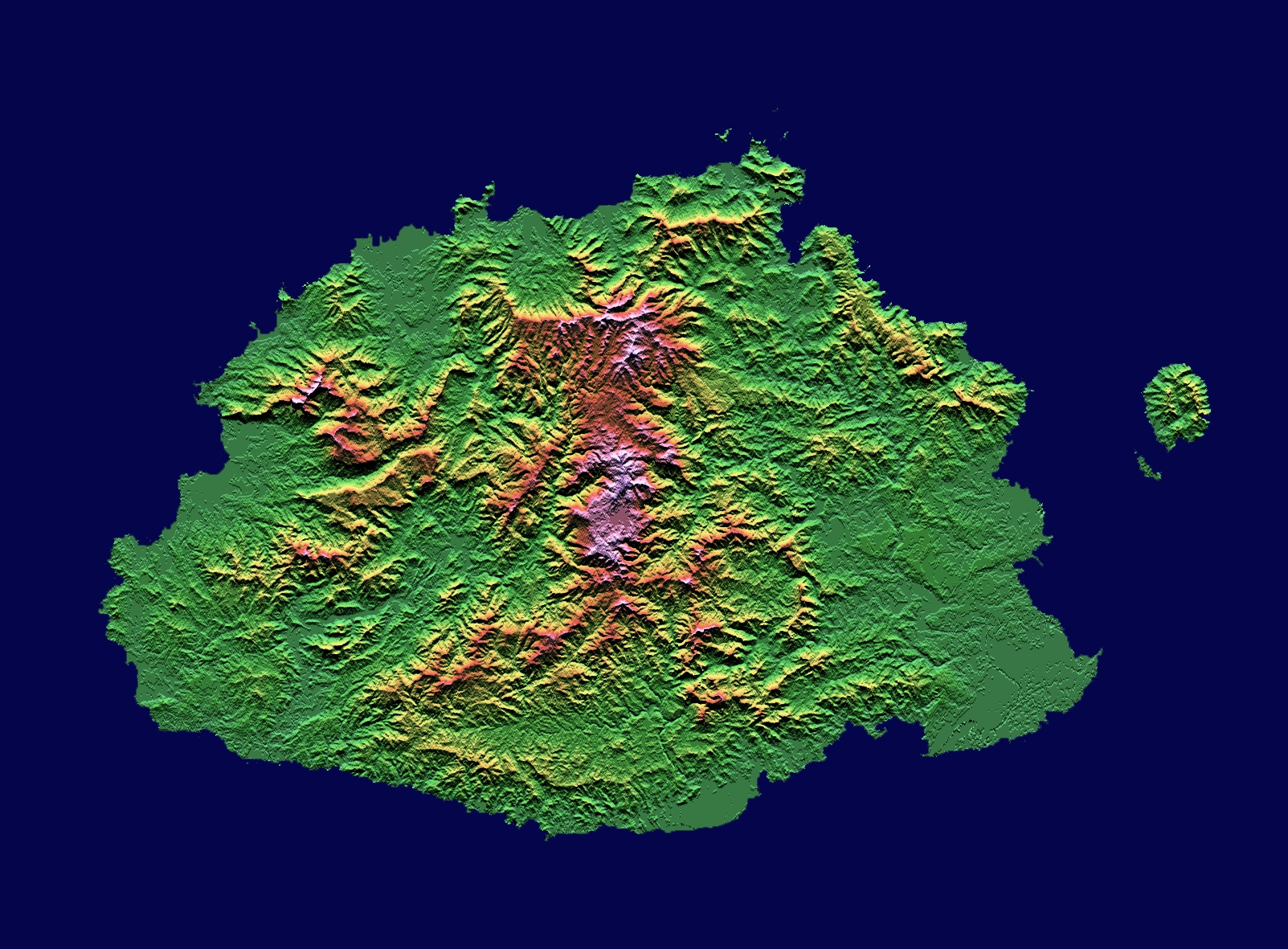
Topografia de Viti Levu

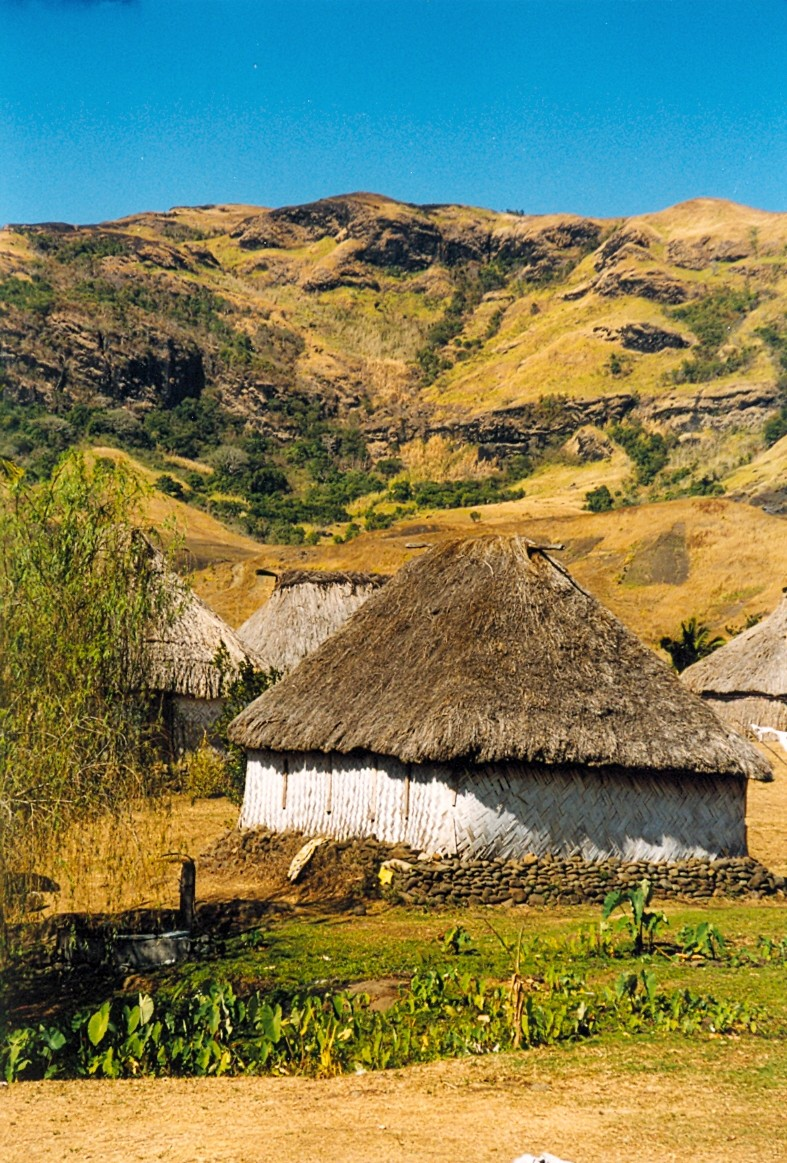
Vila de Navala.

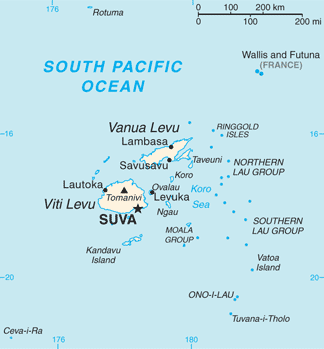
Localização de Viti Levu em Fiji

Viti Levu é a maior ilha da República das ilhas Fiji, onde se localiza a capital Suva e onde residem 600 000 habitantes, cerca de 70% da população do país.

## Geografia
Viti Levu cobre uma área de 10 388  km², estendendo-se cerca de 146 km de norte a sul e 106 km de leste a oeste. É a quinta maior ilha da Oceania, após a Tasmânia, as duas maiores ilhas da Nova Zelândia, ilha Havai e Nova Caledônia, e a 75.ª maior ilha do mundo.
O centro da ilha é coberto por floresta e inclui o maior pico da ilha e do país, o monte Tomanivi (ou monte Vitória - 1324 m de altitude), isolado e de acesso difícil, sobretudo durante a estação húmida.
A costa oriental (barlavento) é onde se situa a capital. Tem um clima particularmente húmido e é exposto aos ventos alíseos. A costa ocidental (sotavento) é mais seca e ensolarada. Aí ficam
o aeroporto internacional e a segunda cidade de Fiji, Nadi, a três horas de viagem por estrada de Suva, pela costa sul. Deste lado da ilha encontra-se a maior parte dos campos de cana-de-açúcar, recurso essencial para a economia fijiana. É também da costa ocidental que partem transportes para as ilhas Yasawa, grandes polos turísticos.

## Localidades
Além de Suva, capital do país, as principais cidades de Viti Levu são (todas ao redor da costa): Ba, Lautoka, Nadi, Nausori, Rakiraki e Sigatoka. 

## Divisões administrativas
Oito das 14 províncias do país estão em Viti Levu: Ba, Nadroga-Navosa e Ra constituem a Divisão do Oeste, enquanto Naitasiri, Namosi, Rewa, Serua e Tailevu formam a Divisão Central.

## História
Acredita-se que Viti Levu tenha sido habitada muito antes da ilha de Vanua Levu.